# Herculaneum (Missouri)
Herculaneum é uma cidade localizada no estado americano de Missouri, no Condado de Jefferson.

## Demografia
Segundo o censo americano de 2000, a sua população era de 2805 habitantes.
Em 2006, foi estimada uma população de 3246, um aumento de 441 (15.7%).

## Geografia
De acordo com o United States Census Bureau tem uma área de
9,0 km², dos quais 8,9 km² cobertos por terra e 0,1 km² cobertos por água. Herculaneum localiza-se a aproximadamente 135 m acima do nível do mar.

## Localidades na vizinhança
O diagrama seguinte representa as localidades num raio de 8 km ao redor de Herculaneum.